# Джигме Вангчук
Джигме Вангчук (1905 — 30 марта 1952) — второй король Бутана.
Вступил на трон в 1926 г. после смерти своего отца, первого короля Угьен Вангчук. Джигме Вангчук был старшим сыном своего отца. Он получил хорошее образование, был эрудирован, читал английскую, индийскую и буддийскую литературу. Во время его правления Бутан продолжал находиться практически в полной изоляции от внешнего мира, ограничиваясь весьма скудными отношениями с Великобританией, а после обретения Индией независимости в 1947 году — с Индией. Ему наследовал его сын Джигме Дорджи Вангчук.

## Награды
- Золотая медаль махараджи Угьен Вангчука 1 класса (17 июня 1909)[1]
- Британская серебряная медаль Delhi Durbar в честь коронации Георга V королём Индии (12 декабря 1911)
- Британский орден Индийской империи, компаньон (11 марта 1927)
- Британский орден Индийской империи, рыцарь-командор (3 июня 1930)
- Британская Медаль серебряного юбилея короля Георга V (3 июня 1935)
- Британская Коронационная медаль Георга VI (11 мая 1937)